# Mary Elizabeth McGlynn
Mary Elizabeth McGlynn (ur. 16 października 1966) – amerykańska aktorka, reżyserka i piosenkarka. Znana z udzielania swojego głosu do anglojęzycznych wydań anime i utworów ze ścieżek dźwiękowych gier komputerowych z serii Silent Hill. Mary E. McGlynn była doradcą w Interlochen Arts Camp w Intelochen, Michigan. W 2007 zdobyła również American Anime Award za użyczenie głosu Major Motoko Kusanagi w Ghost in the Shell: Stand Alone Complex. 17 czerwca 1988 wyszła za mąż za Darana Norrisa.

## Role

### Seriale anime
- Code Geass – Cornelia Li Britannia
- Cowboy Bebop – Julia
- El Hazard – Shayla Shayla / Diva / Księżniczka Rune Venus
- Eureka Seven – Mischa / Maurice
- Geneshaft – Sofia Galgalim
- Ghost in the Shell: S.A.C. 2nd GIG – major Motoko Kusanagi
- Ghost in the Shell: Stand Alone Complex – major Motoko Kusanagi
- Oh! My Goddess – Hild
- Naruto – Kurenai Yuhi / Shiore
- Street Fighter II V – Doktor Hanna
- Tajemnica przeszłości – Nuriko
- Vandread – Jura Basil Elden
- Wolf’s Rain – Lady Jagura
- X/1999 – Kanoe

### Filmy anime
- Ghost in the Shell 2: Innocence – major Motoko Kusanagi
- Ghost in the Shell: S.A.C. Solid State Society – major Motoko Kusanagi
- Księżniczka Mononoke – Pieśń kobiety Tatary
- Resident Evil: Degeneracja – Ciocia Rani / Komputer Willa Pharmy
- Vampire Hunter D – Caroline

### Gry komputerowe
- Batman: Arkham City – Kobieta-Kot
- Castlevania: Lament of Innocence – Meduza
- Death by Degrees – Nina Williams
- Devil May Cry 3 – Nevan
- Devil May Cry 4 – Echidna
- Final Fantasy XIII – Nora Estheim
- Ghost in the Shell: Stand Alone Complex – major Motoko Kusanagi
- Resident Evil 6 – Zombie
- Silent Hill 2 HD Collection – Mary Shepherd-Sunderland / Maria
- Silent Hill 3 HD Collection – Kobieta w konfesjonale
- Silent Hill: Book of Memories – Mary Shepherd-Sunderland
- Suikoden IV – Kika
- Tekken 6 – Nina Williams

### Filmy i seriale aktorskie
- Adventures in Voice Acting – Ona sama
- Anime: Drawing A Revolution – Narratorka
- Star Trek: Voyager – Daelen
- Strażnik Teksasu – Merilee Summers

## Piosenki
- Ace Combat 5: The Unsung War (niewymieniona w napisach) – „The Journey Home”
- Dance Dance Revolution Extreme (w napisach jako Heather) – „You're Not Here” oraz „Your Rain (Rage Mix)”
- Karaoke Revolution: Volume 3 – „Waiting For You”
- Shadows of the Damned – „Take Me To Hell (Broken Dreams)” (feat. Troy Baker), „As Evil As Dead” oraz „Different Perspective”
- Silent Hill 3 (jako Melissa Williamson) – „Lost Carol”, „I Want Love”, „Letter – From the Lost Days” oraz „You're Not Here”
- Silent Hill 4: The Room – „Waiting For You ~ LIVE AT „Heaven's Night” ~”, „Room of Angel”, „Tender Sugar”, „Your Rain” oraz „Cradel of Forest” (feat. Joe Romersa)
- Silent Hill Homecoming – „One More Soul to the Call”, „Elle Theme”, „This Sacred Line” oraz „Alex Theme”
- Silent Hill: Origins (jako Mary Elizabeth) – „Blow Back”, „Shot Down In Flames”, „O.R.T.” oraz „Hole In The Sky”
- Silent Hill: Shattered Memories – „Always on My Mind”, „When You're Gone”, „Acceptance” oraz „Hell Frozen Rain”
- Silent Hill: Downpour – „Intro Perk Walk” oraz „Bus to Nowhere”
- Silent Hill: Book of Memories – „Now We're Free” oraz „Love Psalm”
- Silent Hill: Apokalipsa – „Silent Scream”
- Top Gun: Fire At Will – „Danger Zone” (Fire At Will Remix)
- Kholat – „Farewell”